# Kalbådagrund
Fyren Kallbåda grund (till 2012 Kalbådagrund) är Finlands första kassunfyr som byggts för att ersätta ett fyrskepp. Fyrens kassun byggdes på våren 1950 på Sveaborgs varv och tornet restes under hösten 1952 på kassunen som sänktes på 10 meters djup utanför Söderskär. Fyrens vita blinkljus tändes för första gången hösten 1953. År 1977 förstärktes tornets konstruktion, och samtidigt byggdes en helikopterlandningsplats. Fyren fjärrstyrs från Gråhara lotsstation. 
1. 1 2 3  NGA List of Lights, Radio Aids and Fog Signals, National Geospatial-Intelligence Agency, 2018, s. 196, läs online.[källa från Wikidata]
2. 1 2 3  Finlands fyrlista, Transport- och kommunikationsverket, läs online och läs online.[källa från Wikidata]
3. ↑  Fyrwiki, Svenska Fyrsällskapet, läs online.[källa från Wikidata]